# Verbum Incarnatum
Verbum Incarnatum (tłum. z łac. "Słowo Wcielone"), pełny tytuł: Verbum Incarnatum. Tajemnica Słowa Wcielonego w śpiewie gregoriańskim i ambrozjańskim z improwizacjami saksofonowymi. Św. Janowi Pawłowi II w hołdzie – album rejestrujący program Emilii Dudkiewicz, w którym utwory gregoriańskie i ambrozjańskie (zaimplementowane w niezmienionej postaci) zostały zestawione z partią saksofonu sopranowego (głównie improwizacjami).
Partię wokalną wykonała Mulierum Schola Gregoriana Clamaverunt Iusti pod dyrekcją Michała Sławeckiego, partię saksofonową – Paweł Gusnar.
Program podzielony jest na sześć bloków (Prolog – Słowo Wcielone – Słowo objawione – Słowo uwielbione i głoszone – Matka Słowa – Konkluzja), między którymi pojawiają się komentarze nawiązujące do myśli św. Jana Pawła II.
Nowatorstwo tej propozycji dotyczy zastosowania stylu wykonawczego chorału (czyli stylu semiologicznego) – nie tylko w utworach wokalnych, ale również dla partii instrumentalnej (we fragmentach alternatim dosłownie, w pozostałych improwizacjach poprzez upodobnienie się do właściwego chorałowi operowania czasem i dźwiękiem).
Płyta ukazała się w grudniu 2015 r. nakładem wytwórni Ars Sonora (nr kat. ARSO-CD-59). Album uzyskał prestiżową nagrodę Fryderyk 2016 w kategorii Album Roku – Muzyka Dawna.

## Lista utworów
Prolog
- 1. H. Veni Redemptor gentium
- 2. Initium sancti Evangelii secundum Ioannem
- 3. Komentarz-modlitwa
- 4. Improwizacja saksofonowa

Verbum Incarnatum (Słowo Wcielone)
- 5. In. Hodie scietis
- 6. In. Dominus dixit ad me
- 7. In. Puer natus est nobis
- 8. Improwizacja saksofonowa
- 9. Komentarz-modlitwa

Verbum revelatum (Słowo objawione)
- 10. Gloria more ambrosiano
- 11. Ant. Hodie Christus natus est
- 12. Co. Revelabitur gloria Domini
- 13. Improwizacja nt. of. Laetentur caeli
- 14. Komentarz-modlitwa

Verbum gloriatur et praedicatur (Słowo uwielbione i głoszone)
- 15. Alleluia cum. V. Dies sanctificatus illuxit nobis
- 16. Co. Narrabo omnia mirabilia tua
- 17. Of. Sperent in te
- 18. Improwizacja saksofonowa
- 19. Komentarz-modlitwa

Mater Verbi (Matka Słowa)
- 20. Resp. Gaude Maria Virgo cum Pr. Inviolata
- 21. Of. Recordare Virgo Mater
- 22. Improwizacja nt. gr. Benedicta et venerabilis Virgo Maria

Conclusio (Konkluzja)
- 23. Modlitwa
- 24. Improwizacja saksofonowa
- 25. Of. Iubilate Deo

## Twórcy i wykonawcy
- Paweł Gusnar – saksofon sopranowy
- Mulierum Schola Gregoriana Clamaverunt Iusti (Emilia Dudkiewicz, Teresa Gręziak, Anna Krzysztofik, Maria Muszyńska, Izabela Piotrowska, Ewelina Podrażka, Diana Sobolewska, Małgorzata Sołtyk)
- Anna Mitura – kantorka (cantore)
- Michał Sławecki – dyrygent, kantor (magister chori, cantore)
- Emilia Dudkiewicz – koncepcja programu, komentarze, lektor